# 牌头站
牌头站是沪昆线是一个位于绍兴市诸暨市牌头镇的一个火车站。原址建于1931年，2005年停办客货运业务。现址于2006年6月16日随浙赣铁路电气化工程的开通而启用。该车站由上海铁路局金华车务段管理，现为四等站，仅办理列车通过、停靠作业，不办理客货运业务。